# Serge Issa Coelo
Serge Issa Coelo (Biltine, 1967) è un regista ciadiano.

## Biografia
Studia storia a Parigi e cinema all'École Supérieure de Réalisation Audiovisuelle. Lavora come operatore di macchina per Métropole Télévision, France 3, TV5MONDE and CFI. Nel 1994 dirige il cortometraggio Un taxi pour Aouzou, che riceve una candidatura al Premio César per il miglior cortometraggio. Esordisce nel lungometraggio nel 2001 (Daresalam). Nel 2006 dirige Tartina City, nel 2008 Ndjamena City.

## Filmografia

### Cortometraggi
- Un taxi pour Aouzou (1994)

### Documentari
- Dans les sables de Bourème - cortometraggio (1995)
- L'auberge du Sahel (1998)
- Maiguida, coregia con Claude Arditi (2003)

### Lungometraggi
- Daresalam (2001)
- Tartina City (2006)
- Ndjamena City (2008)